# Tegulidae
Tegulidae Kuroda, Habe & Oyama, 1971 è una famiglia di molluschi gasteropodi marini, dotati di conchiglia, appartenente alla superfamiglia Trochoidea, l'unica dell'ordine Trochida.

## Tassonomia
Alla famiglia appartengono i seguenti sette generi:
- Callistele Cotton & Godfrey, 1935
- Carolesia Güller & Zelaya, 2014
- Cittarium Philippi, 1847
- Norrisia Bayle, 1880
- Rochia Gray, 1857
- Tectus Montfort, 1810
- Tegula Lesson, 1832